# Мантейфель, Отто Теодор
Отто Теодор фон Мантейфель (нем. Otto Theodor von Manteuffel; 3 февраля 1805, Люббен — 26 ноября 1882, поместье Кроссен, Нижняя Лужица) — прусский дипломат и государственный деятель. Министр-президент Пруссии (1850-1858). Подписал Парижский мирный договор (30.03.1856), завершивший Крымскую войну.

## Биография
Отто Теодор фон Мантейфель родился 3 февраля 1805 года в Люббене.
В Объединённом ландтаге 1847 года он выступил энергичным поборником бюрократического строя против либеральных притязаний. В ноябре 1848 года он был назначен министром внутренних дел и принимал участие в сочинении прусской конституции 5 декабря того же года, но он же сообщил палатам постановление 7 января 1850 года, отменявшее большую часть конституционных гарантий.
В ноябре 1850 года, временно заведуя министерством иностранных дел, Отто Теодор фон Мантейфель заключил с австрийским министром Феликсом цу Шварценбергом Ольмюцскую конвенцию, пожертвовав реакции правами Гессен-Касселя и Гольштейна. Вслед за этим он был назначен министр-президентом и министром иностранных дел Пруссии; принимал участие в Парижском конгрессе 1856 года.
С учреждением регентства принца прусского, в октябре 1858 года, он получил отставку.
Позже был избран в палату депутатов, с 1864 года стал членом палаты господ и не раз выступал в защиту реакционных принципов.
Отто Теодор фон Мантейфель умер 26 ноября 1882 года в Дрансдорфе.